# Poison's Greatest Hits: 1986-1996
Poison's Greatest Hits: 1986-1996 is het eerste compilatiealbum van de Amerikaanse glam metalband Poison. Het werd op 26 november 1996 uitgegeven onder het Enigmalabel van Capitol Records. Het album bevat 16 nummers van de eerste vier studioalbums Look What the Cat Dragged In, Open Up and Say...Ahh!, Flesh & Blood en Native Tongue en het live dubbelalbum Swallow This Live. Daarenboven bevat het twee nummers van Crack a Smile...and More!, het vijfde studioalbum van de band dat pas in 2000 zou uitgegeven worden.

## Nummers
1. "Nothin' But a Good Time" - 3:43
  - Van het album Open Up and Say...Ahh! (1988)
2. "Talk Dirty to Me" - 3:44
  - Van het album Look What the Cat Dragged In (1986)
3. "Unskinny Bop" - 3:47
  - Van het album Flesh & Blood (1990)
4. "Every Rose Has Its Thorn" - 4:17
  - Van het album Open Up and Say...Ahh! (1988)
5. "Fallen Angel" - 3:55
  - Van het album Open Up and Say...Ahh! (1988)
6. "I Won't Forget You" - 3:35
  - Van het album Look What the Cat Dragged In (1986)
7. "Stand" - 5:11
  - Van het album Native Tongue (1993)
8. "Ride the Wind" - 3:51
  - Van het album Flesh & Blood (1990)
9. "Look What the Cat Dragged In" - 3:09
  - Van het album Look What the Cat Dragged In (1986)
10. "I Want Action" - 3:05
  - Van het album Look What the Cat Dragged In (1986)
11. "Life Goes On" - 4:47
  - Van het album Flesh & Blood (1990)
12. "(Flesh & Blood) Sacrifice" - 4:40
  - Van het album Flesh & Blood (1990)
13. "Cry Tough" - 3:36
  - Van het album Look What the Cat Dragged In (1986)
14. "Your Mama Don't Dance" - 3:00
  - Van het album Open Up and Say...Ahh! (1988)
  - De originele versie door Loggins & Messina verscheen op het album Loggins and Messina (1972)
15. "So Tell Me Why" - 3:22
  - Van het album Swallow This Live (1991)
16. "Something to Believe In" - 5:30
  - Van het album Flesh & Blood (1990)
17. "Sexual Thing" - 3:34
  - Nieuw
18. "Lay Your Body Down" - 5:26
  - Nieuw

Leden: Bret Michaels · C.C. DeVille · Bobby Dall · Rikki Rockett

Ex-leden: Blues Saraceno · Richie Kotzen · Matt Smith

Studioalbums: Look What the Cat Dragged In · Open up and say... ahh! · Flesh & Blood · Native Tongue · Crack a Smile... and More! · Power to the People · Hollyweird · Poison'd!

Compilaties: Poison's Greatest Hits: 1986-1996 · Poison - Rock Champions · Best of Ballads & Blues · Rock Breakout Years: 1987 · The Best of Poison: 20 Years of Rock · Great Big Hits: Live Bootleg

Livealbums: Swallow This Live · Seven days live